# Pījī Ḩājjī
Pījī Ḩājjī (persiska: Pīkhī Ḩājjī, پيجی حاجی, پيخی حاجی) är en ort i Iran.   Den ligger i provinsen Golestan, i den norra delen av landet, 280 km nordost om huvudstaden Teheran. Antalet invånare är 430.
Terrängen runt Pījī Ḩājjī är mycket platt. Runt Pījī Ḩājjī är det ganska tätbefolkat, med 207 invånare per kvadratkilometer. Närmaste större samhälle är Bandar-e Torkaman, 12,1 km väster om Pījī Ḩājjī. Trakten runt Pījī Ḩājjī består till största delen av jordbruksmark.